# Sarcophaga keegani
Sarcophaga keegani är en tvåvingeart som beskrevs av Tadao Kano och Shinonaga 1964. Sarcophaga keegani ingår i släktet Sarcophaga och familjen köttflugor. Inga underarter finns listade i Catalogue of Life.